# Luana Liberato
Luana Liberato (Rio de Janeiro, 8 de fevereiro de 1989) é uma jogadora de futebol brasileira que atua como goleira.
Ela já defendeu o Campo Grande Atlético Clube, Flamengo, Internacional, Vasco da Gama, Botafogo, Ferroviária, Fluminense e Fortaleza.
Liberato conquistou o Campeonato Brasileiro em 2016 e foi bicampeã estadual jogando pelo Flamengo. Em 2017, transferiu-se para o Internacional, do Rio Grande do Sul, onde foi campeão estadual já no ano de estreia.